# ニコラ山
ニコラ山（ニコラさん、英: Mount Neacola）は、アメリカ合衆国アラスカ州アリューシャン山脈の最北端の部分に位置するニコラ山脈を構成する山で、ニコラ山脈における最高峰である。ただし、この山の「ニコラ山」と言う名称は、公式な名称ではない。

## 山の形状について
ニコラ山はアリューシャン山脈の一部であるニコラ山脈において、最も標高の高い山とされているものの、アリューシャン山脈全体で見ると、ニコラ山ではなくリダウト山（標高3108 m）が最も高い山である。さらに、アラスカ州には標高6000 mを超えるマッキンリー山をはじめとして、他にも4000 mを超える山々が多数存在している。したがって、アラスカ州においてニコラ山は、そう高い山というわけではない。このように、標高ではさして目立たない山であるのにもかかわらずニコラ山が目立つ山だとされるのは、急峻な斜面を持っていて、山頂付近が尖った形状をしているからである。

## 登山史
ニコラ山の初登頂に成功したのは、1991年5月20日に、ジャームズ・ガレット（James Garrett）、ローレン・グリック（Loren Glick）、ケナン・ハーベイ（Kennan Harvey）の3人によるものだとされている。彼らは、最大で65度の傾斜がある氷壁を登って山頂に達したと言う。